# Komarr (novela)
Komarr es una novela de ciencia ficción escrita por Lois McMaster Bujold, ambientada en el universo de la serie de Miles Vorkosigan, un aristócrata minusválido del planeta Barrayar.

## Argumento
Con 30 años, a Miles se le encarga su segundo caso como Auditor Imperial, y es enviado a Komarr, un planeta en proceso de terraformación, en compañía del Auditor Vorthys. Miles tiene la misión de investigar un accidente que ha afectado al espejo solar komarrés. Durante su estancia, Miles se aloja con la sobrina de Vorthys, Ekaterin Vorsoisson, de quien se enamora.
Miles descubrirá que el motivo del accidente se debe a una devastadora arma experimental con potenciales consecuencias catastróficas para Barrayar.

## Cronología
Las fechas de publicación de los distintos relatos de la saga de Miles Vorkosigan no se corresponden con el orden cronológico interno de la trama. Dentro de la serie, este relato se encuentra:
| Precedido por: | Serie:                    | Seguido por:      |
| -------------- | ------------------------- | ----------------- |
| Recuerdos      | Serie de Miles Vorkosigan | Una campaña civil |